# Aleksandra Cotti
Pour les articles homonymes, voir Cotti.
 Aleksandra Cotti, née le 13 décembre 1988 à San Giovanni in Persiceto, est une joueuse de water-polo italienne. Elle joue pour le club de Rapallo. Elle remporte la médaille d'argent lors des Jeux olympiques d'été de 2016 à Rio de Janeiro.